# Litzelbach (Grasellenbach)
Litzelbach ist nach Tromm mit rund 160 Einwohnern der mit Abstand kleinste Ortsteil der Gemeinde Grasellenbach im südhessischen Landkreis Bergstraße.

## Geographie
Litzelbach liegt zwischen Hammelbach im Norden und Scharbach im Süden in einem kleinen, sich nach dem wenige Hundert Meter entfernten Scharbach öffnenden und landwirtschaftlich genutzten Tal im Odenwald. In West-Ost-Richtung erstreckt sich die, 19,6 Hektar große, Gemarkung des Ortsteils rund drei Kilometer weit durch den Überwald von dem Höhenzug, der die Tromm und den Wagenberg verbindet – hier erreicht der höchste Punkt der Gemarkung 520 Meter Höhe – bis zu dem bewaldeten Bergrücken des Hammelbergs jenseits des Hammelbachs in 490 Meter Höhe. Auch der 491 Meter hohe bewaldete Lenzenbuckel zwischen Hammelbach und Litzelbach liegt in der Gemarkung. Ortslage befindet sich auf 400 bis 420 m ü. NHN. 94 Hektar der Gemarkung sind bewaldet.

## Geschichte

### Von den Anfängen bis zum 18. Jahrhundert
Litzelbach entstand im Gebiet der ehemaligen Mark Heppenheim, die einen Verwaltungsbezirk des Frankenreichs bezeichnete. Am 20. Januar 773 schenkte Karl der Große die Stadt Heppenheim nebst dem zugehörigen Bezirk, der ausgedehnten Mark Heppenheim, dem Reichskloster Lorsch.
Die erste Erwähnung des Ortes findet sich 1320 als Lützelbach in den Regesten der Pfalzgrafen, als König Ludwig der Bayer dem Diemar Kreis und Burgherr von Lindenfels ein Wittum auf die Vogtei zu Litzelbach genehmigte. 1424 wurde diese Genehmigung auch den Hartwig und Diemar Kreis von Lindefels für ihre Ehefrauen Utze und Elisabeth erteilt. 1391 hatte dann der Landschad von Steinach die Vogtei pfandweise von Pfalzgraf Ruprecht II. inne.
Für das Jahr 1568 ist belegt, dass Litzelbach zum Kurmainzer „Amt Starkenburg“ und dort zur „Zent Abtsteinach“ zählte. Schon seit der für Kurmainz verhängnisvollen Mainzer Stiftsfehde 1461/62 war das Amt Starkenburg allerdings an die Kurpfalz wiedereinlöslich verpfändet, und es blieb anschließend für 160 Jahre pfälzisch. Pfalzgraf Friedrich hatte sich für seine Unterstützung von Erzbischof Diether im durch die beiden Kurfürsten am 19. November 1461 geschlossenen „Weinheimer Bund“ das Amt Starkenburg verpfänden lassen, wobei Kurmainz das Recht erhielt, das Pfand für 100.000 Pfund wieder einzulösen.
Die Gerichtsbarkeit über den Ort wurde durch die „Zent Abtsteinach“ ausgeübt. Innerhalb der Zent bildete Litzelbach zusammen mit sechs weiteren Orten (Hartenrod, Gadern, Kocherbach, Aschbach, Dürr-Ellenbach, Buchklingen) und neun Höfen in Wald-Michelbach das „Hartenroder Gericht“, ein gemeinsames Schultzengericht. Appellationsgericht und Oberhof waren das Zentgericht in Abtsteinach und bis 1782 der Oberhof in Heppenheim. Zeitweise wurde der Status des „Hartenroder Gerichts“ wohl aufgewertet, denn 1654 wurde von einem „Ganz Gericht“ berichtet. Ebenfalls für das Jahr 1568 ist überliefert, dass 4 Huben Frondienst, Abgaben und Zehnten an das pfälzische „Amt Lindenfels“ leisteten. Vom Zehnten bezogen die Kurpfalz 2/3 und die Propstei des Klosters Lorsch 1/3.
In den Anfängen der Reformation sympathisierten die pfälzischen Herrscher offen mit dem lutherischen Glauben, aber erst unter Ottheinrich, Kurfürst von 1556 bis 1559, erfolgte der offizielle Übergang zur lutherischen Lehre. Danach wechselten seine Nachfolger und gezwungenermaßen auch die Bevölkerung mehrfach zwischen der lutherischen, reformierten und calvinistischen Religion. Die Orte der „Zent Abtsteinach“ gehörten 1568 zur reformierten Pfarrei Waldmichelbach.
Als im Laufe des Dreißigjährigen Krieges (1618–1648) spanische Truppen der „Katholischen Liga“ die Region eroberten, wurde 1623 die Kurmainzer Herrschaft wieder hergestellt und die Bevölkerung musste wieder zum katholischen Glauben zurückkehren. Zwar zogen sich die spanischen Truppen nach 10 Jahren vor den anrückenden Schweden zurück, aber nach der Niederlage der Evangelischen in der Nördlingen 1634 verließen auch die Schweden die Bergstraße und mit dem Schwedisch-Französischen Krieg begann ab 1635 das blutigste Kapitel des Dreißigjährigen Krieges. Aus der Region berichten die Chronisten aus jener Zeit: „Pest und Hunger wüten im Land und dezimieren die Bevölkerung, sodass die Dörfer öfters völlig leer stehen“. Mit dem Westfälischen Frieden von 1648 wurde die Einlösung der Pfandschaft endgültig festgeschrieben.
Als es 1782 zu einer Umstrukturierung im Bereich des Kurmainzer Amtes Starkenburg kam, wurde der Bereich des Amtes in die vier untergeordnete Amtsvogteien Heppenheim, Bensheim, Lorsch und Fürth aufgeteilt und das Amt in Oberamt umbenannt. Die Zente Mörlenbach, Fürth und Abtsteinach, in der Nieder-Liebersbach lag, wurden der Amtsvogtei Fürth unterstellt und musste ihre Befugnisse weitgehend abgeben. Zwar blieb die Zentordnung mit dem Zentschultheiß formal bestehen, dieser konnte jedoch nur noch die Anordnungen der übergeordneten Behörden (Oberamt Starkenburg, Unteramt Fürth) ausführen. Das „Oberamt Starkenburg“ gehörte verwaltungsmäßig zum „Unteren Erzstift“ des Kurfürstentums Mainz.

### Vom 19. Jahrhundert bis heute
Das ausgehende 18. und beginnende 19. Jahrhundert brachte Europa weitreichende Änderungen. Als Folge der Napoleonischen Kriege wurde bereits 1797 das „Linke Rheinufer“ und damit der linksrheinische Teil von Kurmainz durch Frankreich annektiert. In seiner letzten Sitzung verabschiedete im Februar 1803 der Immerwährende Reichstag in Regensburg den Reichsdeputationshauptschluss, der die Bestimmungen des Friedens von Luneville umsetzte, und die territorialen Verhältnisse im Heiligen Römischen Reich (Deutscher Nation) neu regelte. Dabei erhielt die Landgrafschaft Hessen-Darmstadt, als Ausgleich für verlorene rechtsrheinische Gebiete, unter anderem Teile der aufgelösten Fürstentümer Kurmainz, Kurpfalz und des Worms zugesprochen. Auch das Oberamt Starkenburg und mit ihm Litzelbach kam an Hessen-Darmstadt. Dort wurde die „Amtsvogtei Fürth“ vorerst als hessisches Amt weitergeführt während das Oberamt Starkenburg 1805 aufgelöst wurde.
Die übergeordnete Verwaltungsbehörde war der „Regierungsbezirk Darmstadt“ der ab 1803 auch als „Fürstentum Starkenburg“ bezeichnet wurde.
In der Landgrafschaft Hessen-Darmstadt wurde mit Ausführungsverordnung vom 9. Dezember 1803 das Gerichtswesen neu organisiert. Für das Fürstentum Starkenburg wurde das „Hofgericht Darmstadt“ als Gericht der zweiten Instanz eingerichtet. Die Rechtsprechung der ersten Instanz wurde durch die Ämter bzw. Standesherren vorgenommen.
Konrad Dahl berichtet 1812 in seiner Historisch-topographisch-statistische Beschreibung des Fürstenthums Lorsch, oder Kirchengeschichte des Oberrheingaues über Litzelbach als Ort des „Hartenroder Gerichts“ der „Zent Abtsteinach“:

„Lützelbach, ein Weiler von 6 Höfen 9 Häusern und 76 Selen. Er ist von Kocherbach ½ St. entfernt. Mit dem Zehenden zu Lützelbach und Aschbach ist es wie zu Gadern; vom Zehenden zu Dürrelnbach aber bezieht der Pfarrer den 3ten Theil, die übrige 2 Theile aber die Kellerei Heppenheim.“

Nach der endgültigen Niederlage Napoléons regelte der Wiener Kongress 1814/15 auch die territorialen Verhältnisse für Hessen. Daraufhin wurden 1816 im Großherzogtum Hessen Provinzen gebildet. Dabei wurde das zuvor als „Fürstentum Starkenburg“ bezeichnete Gebiet, das aus den südlich des Mains gelegenen alten hessischen und den ab 1803 hinzugekommenen rechtsrheinischen Territorien bestand, in „Provinz Starkenburg“ umbenannt.
1821 wurden im Rahmen einer umfassenden Verwaltungsreform die Amtsvogteien in den Provinzen Starkenburg und Oberhessen des Großherzogtum aufgelöst und Landratsbezirke eingeführt, wobei Litzelbach zum Landratsbezirk Lindenfels kam. Im Rahmen dieser Reform wurden auch Landgerichte geschaffen, die jetzt unabhängig von der Verwaltung waren. Deren Gerichtsbezirke entsprachen in ihrem Umfang den Landratsbezirken. Für den Landratsbezirk Lindenfels war das Landgericht Fürth als Gericht erster Instanz zuständig. Diese Reform ordnete auch die Verwaltung auf Gemeindeebene. So war die Bürgermeisterei in Hammelbach auch für Litzelbach, Grasellenbach, teilweise Hiltersklingen und Oberscharbach zuständig. Entsprechend der Gemeindeverordnung vom 30. Juni 1821 gab es keine Einsetzungen von Schultheißen mehr, sondern einen gewählten Ortsvorstand, der sich aus Bürgermeister, Beigeordneten und Gemeinderat zusammensetzte.

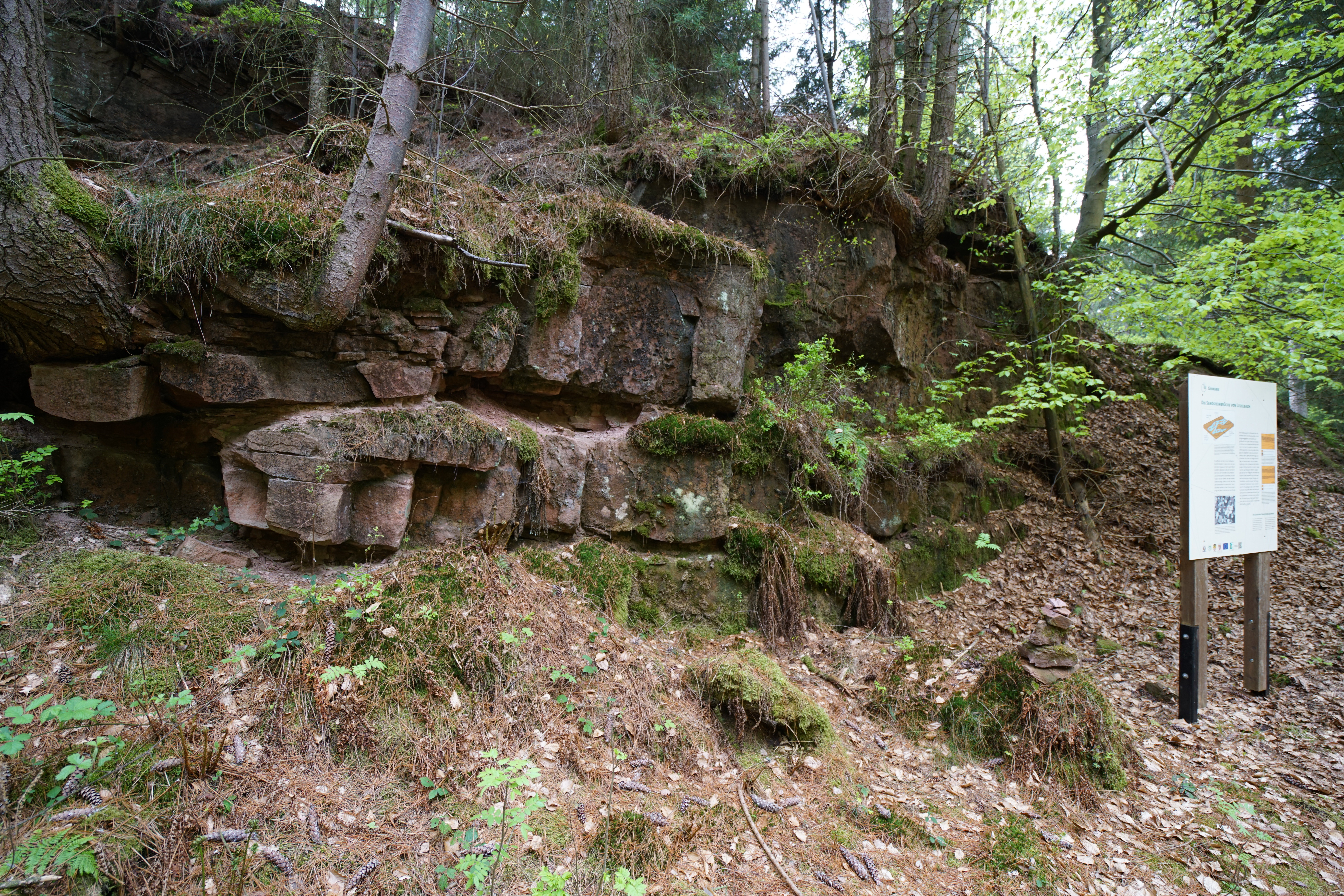
Litzelbacher Sandsteinbrüche

Die Statistisch-topographisch-historische Beschreibung des Großherzogthums Hessen berichtet 1829 über Litzelbach:

„Litzelbach (L. Bez. Lindenfels) kath. Filialdorf; liegt 2 1⁄2 St. von Lindenfels und hat 9 Häuser und 64 kath. Einw. In der Gemarkung sind Brüche von vorzüglich guten rothen Sandsteinen, die behauen werden. Der Ort kam 1802 von Mainz an Hessen.“

1832 wurden die Verwaltungseinheiten weiter vergrößert und es wurden Kreise geschaffen. Nach der am 20. August 1832 bekanntgegebenen Neugliederung sollte es in Süd-Starkenburg künftig nur noch die Kreise Bensheim und Lindenfels geben; der Landratsbezirk von Heppenheim sollte in den Kreis Bensheim fallen. Noch vor dem Inkrafttreten der Verordnung zum 15. Oktober 1832 wurde diese aber dahingehend revidiert, dass statt des Kreises Lindenfels neben dem Kreis Bensheim der Kreis Heppenheim als zweiter Kreis gebildet wurde, zu dem nun Litzelbach gehörte. 1842 wurde das Steuersystem im Großherzogtum reformiert und der Zehnte und die Grundrenten (Einnahmen aus Grundbesitz) wurden durch ein Steuersystem ersetzt, wie es in den Grundzügen heute noch existiert.
Im Neuestes und gründlichstes alphabetisches Lexicon der sämmtlichen Ortschaften der deutschen Bundesstaaten von 1845 finden sich folgender Eintrag:

„Litzelbach bei Lindenfels. – Dorf zur evangel. Pfarrei Hammelbach, resp. kathol. Pfarrei Abt Steinach gehörig. – 9 H. 64 kathol. E. – Großherzogthum Hessen. – Provinz Starkenburg. – Kreis Heppenheim. – Landgericht Fürth. – Hofger. Darmstadt.  Das Dorf Litzelbach ist im Jahre 1802 von Mainz an Hessen übergegangen.“

Infolge der Märzrevolution 1848 wurden mit dem „Gesetz über die Verhältnisse der Standesherren und adeligen Gerichtsherren“ vom 15. April 1848 die standesherrlichen Sonderrechte endgültig aufgehoben. Darüber hinaus wurden in den Provinzen, die Kreise und die Landratsbezirke des Großherzogtums am 31. Juli 1848 abgeschafft und durch „Regierungsbezirke“ ersetzt, wobei die bisherigen Kreise Bensheim und Heppenheim zum Regierungsbezirk Heppenheim vereinigt wurden. Bereits vier Jahre später, im Laufe der Reaktionsära, kehrte man aber zur Einteilung in Kreise zurück und Litzelbach wurde Teil des neu geschaffenen Kreises Lindenfels.
Die im Dezember 1852 aufgenommenen Bevölkerungs- und Katasterlisten ergaben für Litzelbach: Katholisches Filialdorf mit 402 Einwohnern.
Die Gemarkung besteht aus 787 Morgen, davon 314 Morgen Ackerland, 99 Morgen Wiesen und 354 Morgen Wald.
In den Statistiken des Großherzogtums Hessen werden, bezogen auf Dezember 1867, für das Filialdorf Lützelbach mit der Bürgermeisterei in Hammelbach, 11 Häuser, 72 Einwohnern, der Kreis Lindenfels, das Landgericht Fürth, die evangelische Pfarrei Hammelbach mit dem Dekanat in Lindenfels und die katholische Pfarrei Lindenfels des Dekanats Heppenheim, angegeben. Zur Gemarkung gehörte außerdem Weiler Hammelberg (5 Häuser, 40 Einw.).
Nachdem das Großherzogtum Hessen 1871 Teil des Deutschen Reiches geworden war, wurden 1874 eine Reihe von Verwaltungsreformen beschlossen. So wurden die landesständige Geschäftsordnung sowie die Verwaltung der Kreise und Provinzen durch Kreis- und Provinzialtage geregelt. Die Neuregelung trat am 12. Juli 1874 in Kraft und verfügte auch die Auflösung der Kreise Lindenfels und Wimpfen und die Wiedereingliederung Litzelbachs in den Kreis Heppenheim.
Im Ersten Weltkrieg hatte auch Litzelbach viele Gefallene zu beklagen.
Im Jahr 1927 wurde die Gemarkungsgröße mit 196,8 ha angegeben, wobei 7 einzelne Häuser, der sogenannte Hammelberg, dazugehörten.
Die hessischen Provinzen Starkenburg, Rheinhessen und Oberhessen wurden 1937 nach der 1936 erfolgten Auflösung der Provinzial- und Kreistage aufgehoben. Zum 1. November 1938 trat dann eine umfassende Gebietsreform auf Kreisebene in Kraft. In der ehemaligen Provinz Starkenburg wurde der Kreis Bensheim aufgelöst und zum größten Teil dem Kreis Heppenheim zugeschlagen, der auch die Rechtsnachfolge des Kreises Bensheim übernahm und den neuen Namen Landkreis Bergstraße erhielt.
Auch Litzelbach nahm nach dem Krieg viele Flüchtlinge und Vertriebene aus den ehemaligen deutschen Ostgebieten auf.
Im Jahr 1961 wurde die Gemarkungsgröße mit 196 ha angegeben, davon waren 94 ha Wald.
Im Zuge der Gebietsreform in Hessen wurde Litzelbach zusammen mit Scharbach am 1. August 1972 in die Gemeinde Grasellenbach eingegliedert.

### Gerichtszugehörigkeit in Hessen
In der Landgrafschaft Hessen-Darmstadt wurde mit Ausführungsverordnung vom 9. Dezember 1803 das Gerichtswesen neu organisiert. Für das Fürstentum Starkenburg wurde das „Hofgericht Darmstadt“ als Gericht der zweiten Instanz eingerichtet. Die Rechtsprechung der ersten Instanz wurde durch die Ämter bzw. Standesherren vorgenommen. Für Hammelbach war damit das Amt Fürth zuständig. Ab 1813 war dann das neu gebildete Justizamt in Fürth die erste Instanz.
Das Hofgericht war für normale bürgerliche Streitsachen Gericht der zweiten Instanz, für standesherrliche Familienrechtssachen und Kriminalfälle die erste Instanz. Übergeordnet war das Oberappellationsgericht Darmstadt.
Mit Bildung der Landgerichte im Großherzogtum Hessen war ab 1821 das Landgericht Fürth das Gericht erster Instanz.
Anlässlich der Einführung des Gerichtsverfassungsgesetzes mit Wirkung vom 1. Oktober 1879, infolge derer die bisherigen großherzoglich hessischen Landgerichte durch Amtsgerichte an gleicher Stelle ersetzt wurden, während die neu geschaffenen Landgerichte nun als Obergerichte fungierten, kam es zur Umbenennung in Amtsgericht Amtsgericht Fürth und Zuteilung zum Bezirk des Landgerichts Darmstadt.

### Verwaltungsgeschichte im Überblick
Die folgende Liste zeigt die Staaten und Verwaltungseinheiten, denen Litzelbach angehört(e):
- vor 1782: Heiliges Römisches Reich, Kurfürstentum Mainz, Amt Starkenburg (1461–1650 an Kurpfalz verpfändet)
- ab 1782: Heiliges Römisches Reich, Kurfürstentum Mainz, Oberamt Starkenburg, Amtsvogtei Fürth
- ab 1803: Heiliges Römisches Reich, Landgrafschaft Hessen-Darmstadt,[Anm. 2] Fürstentum Starkenburg, Amt Fürth
- ab 1806: Großherzogtum Hessen,[Anm. 3] Fürstentum Starkenburg, Amt Fürth
- ab 1815: Großherzogtum Hessen, Provinz Starkenburg, Amt Fürth
- ab 1821: Großherzogtum Hessen, Provinz Starkenburg, Landratsbezirk Lindenfels[Anm. 4]
- ab 1832: Großherzogtum Hessen, Provinz Starkenburg, Kreis Lindenfels
- ab 1848: Großherzogtum Hessen, Regierungsbezirk Heppenheim
- ab 1852: Großherzogtum Hessen, Provinz Starkenburg, Kreis Lindenfels
- ab 1874: Großherzogtum Hessen, Provinz Starkenburg, Kreis Heppenheim
- ab 1871: Deutsches Reich, Großherzogtum Hessen, Provinz Starkenburg, Kreis Heppenheim
- ab 1918: Deutsches Reich, Volksstaat Hessen,[Anm. 5] Provinz Starkenburg, Kreis Heppenheim
- ab 1938: Deutsches Reich, Volksstaat Hessen, Landkreis Bergstraße[20][Anm. 6]
- ab 1945: Deutsches Reich, Amerikanische Besatzungszone,[Anm. 7] Groß-Hessen, Regierungsbezirk Darmstadt, Landkreis Bergstraße
- ab 1946: Deutsches Reich, Amerikanische Besatzungszone, Hessen, Regierungsbezirk Darmstadt, Landkreis Bergstraße
- ab 1949: Bundesrepublik Deutschland, Hessen, Regierungsbezirk Darmstadt, Landkreis Bergstraße
- ab 1972: Bundesrepublik Deutschland, Hessen, Regierungsbezirk Darmstadt, Landkreis Bergstraße, Gemeinde Grasellenbach

## Bevölkerung

### Einwohnerstruktur 2011
Nach den Erhebungen des Zensus 2011 lebten am Stichtag dem 9. Mai 2011 in Litzelbach 162 Einwohner. Darunter waren 18 (11,1 %) Ausländer. Nach dem Lebensalter waren 30 Einwohner unter 18 Jahren, 72 zwischen 18 und 49, 30 zwischen 50 und 64 und 30 Einwohner waren älter. Die Einwohner lebten in 69 Haushalten. Davon waren 21 Singlehaushalte, 24 Paare ohne Kinder und 16 Paare mit Kindern, sowie 6 Alleinerziehende und keine Wohngemeinschaften. In 15 Haushalten lebten ausschließlich Senioren und in 48 Haushaltungen lebten keine Senioren.

### Einwohnerentwicklung
| • 1806: | 83 Einwohner, 8 Häuser           |
| • 1812: | 76 Seelen, 6 Höfen mit 9 Häusern |
| • 1829: | 64 Einwohner, 9 Häuser           |
| • 1867: | 112 Einwohner, 16 Häuser         |

| Litzelbach: Einwohnerzahlen von 1806 bis 2011 | Litzelbach: Einwohnerzahlen von 1806 bis 2011 | Litzelbach: Einwohnerzahlen von 1806 bis 2011 | Litzelbach: Einwohnerzahlen von 1806 bis 2011 | Litzelbach: Einwohnerzahlen von 1806 bis 2011 |
| --- | --------------------------------------------- | --------------------------------------------- | --------------------------------------------- | --------------------------------------------- |
| Jahr |                                               |                                               |                                               | Einwohner                                     |
| 1806 | 1806                                          |                                               | 83                                            | 83                                            |
| 1812 | 1812                                          |                                               | 76                                            | 76                                            |
| 1829 | 1829                                          |                                               | 64                                            | 64                                            |
| 1834 | 1834                                          |                                               | 78                                            | 78                                            |
| 1840 | 1840                                          |                                               | 143                                           | 143                                           |
| 1846 | 1846                                          |                                               | 106                                           | 106                                           |
| 1852 | 1852                                          |                                               | 138                                           | 138                                           |
| 1858 | 1858                                          |                                               | 126                                           | 126                                           |
| 1864 | 1864                                          |                                               | 105                                           | 105                                           |
| 1871 | 1871                                          |                                               | 122                                           | 122                                           |
| 1875 | 1875                                          |                                               | 104                                           | 104                                           |
| 1885 | 1885                                          |                                               | 102                                           | 102                                           |
| 1895 | 1895                                          |                                               | 125                                           | 125                                           |
| 1905 | 1905                                          |                                               | 109                                           | 109                                           |
| 1910 | 1910                                          |                                               | 101                                           | 101                                           |
| 1925 | 1925                                          |                                               | 93                                            | 93                                            |
| 1939 | 1939                                          |                                               | 91                                            | 91                                            |
| 1946 | 1946                                          |                                               | 140                                           | 140                                           |
| 1950 | 1950                                          |                                               | 130                                           | 130                                           |
| 1956 | 1956                                          |                                               | 94                                            | 94                                            |
| 1961 | 1961                                          |                                               | 93                                            | 93                                            |
| 1967 | 1967                                          |                                               | 86                                            | 86                                            |
| 1970 | 1970                                          |                                               | 88                                            | 88                                            |
| 1980 | 1980                                          |                                               | ?                                             | ?                                             |
| 1990 | 1990                                          |                                               | ?                                             | ?                                             |
| 2005 | 2005                                          |                                               | 150                                           | 150                                           |
| 2011 | 2011                                          |                                               | 162                                           | 162                                           |
| Datenquelle: Historisches Gemeindeverzeichnis für Hessen: Die Bevölkerung der Gemeinden 1834 bis 1967. Wiesbaden: Hessisches Statistisches Landesamt, 1968. Weitere Quellen: ; Zensus 2011 |                                               |                                               |                                               |                                               |

### Historische Religionszugehörigkeit
| • 1829: | 64 katholische (= 100 %) Einwohner                              |
| • 1961: | 4 evangelische (= 4,30 %), 89 katholische (= 95,70 %) Einwohner |

## Verkehr
Für den Straßenverkehr ist Litzelbach durch eine Gemeindeverbindungsstraße erschlossen, die bei Hammelbach von der Landesstraße L 3346 abzweigt und den ganzen Ort von Nord nach Süd in Richtung Scharbach durchzieht und dort in die Kreisstraße K 27 mündet.